# Ojnochoe

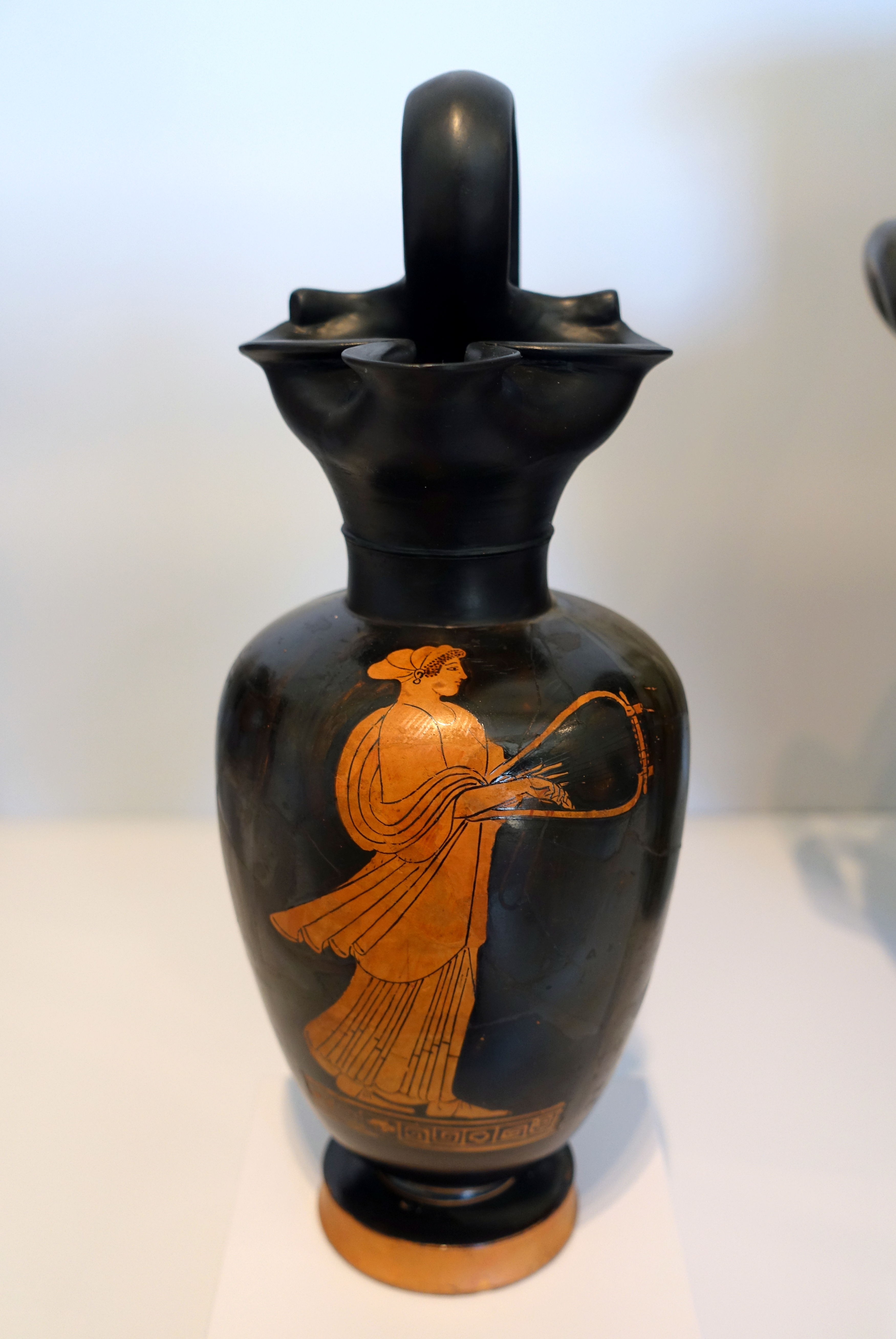
Czerwonofigurowe attyckie ojnochoe z pocz. V w. p.n.e.

Ojnochoe (oinochoe, oenochoe, stgr. οἰνοχόη) – naczynie typowe dla ceramiki starogreckiej, służące do czerpania i nalewania wina (rzadziej wody). 
Było rodzajem dzbana o brzuścu owalnym z wyraźnie oddzieloną szyjką zakończoną charakterystycznym wylewem o trójlistnym kształcie; miało jedno wysokie, masywne imadło, wysoko zakręcone ponad wylewem, co umożliwiało stosowanie go jako czerpaka (nazwa pochodzi od greckiego oinos – wino i cheo – nalewam). 